# Walter Böhmert
Walter Böhmert (* 12. Januar 1886 in Berlin; † 21. Juni 1946 ebenda) war ein deutscher Jurist. Als Direktor und Vorstand des Berliner Sondergerichtes war er an einer Vielzahl von Todesurteilen in der Zeit des Nationalsozialismus und der Aburteilung sogenannter Judenhelfer verantwortlich. 1946 wurde er als Kriegsverbrecher durch ein sowjetisches Militärtribunal verurteilt und hingerichtet und 2002 hinsichtlich dieses Urteiles rehabilitiert.

## Leben
Nach dem Besuch des Gymnasiums studierte Walter Böhmert Rechtswissenschaften. An der Universität Erlangen promovierte er im Jahre 1910 zum Dr. jur. Das Thema seiner Dissertation lautete Das Geschäft und der Rechtsschutz des Verkaufsautomaten nach modernem Recht und erschien in Borna-Leipzig im Druck. Im Jahre 1920 erfolgte die Ernennung von Walter Böhmert zum Landgerichtsrat. Als solcher war er 1921 Untersuchungsrichter im Prozess gegen den Serienmörder Carl Großmann, der auf frischer Tat ertappt wurde und später zwei weitere Morde gestand.
1927 wurde Walter Böhmert zum Landgerichtsdirektor beim Landgericht III in Berlin befördert. 1934 war er vorsitzender Richter im Prozess zur Aufklärung der Morde auf dem Bülowplatz. In den folgenden Jahren war er besonders für die Verurteilung von sogenannten Judenhelfern verantwortlich.
Er wohnte in Berlin NO 55 im Bötzowviertel, Hufelandstraße 26.
Nach Ende des Zweiten Weltkrieges wurde Walter Böhmert am 5. Januar 1946 durch die sowjetische Besatzungsmacht inhaftiert. Aufgrund des Artikels 58-2 des sowjetischen Strafgesetzbuches wurde Walter Böhmert am 3. Mai 1946 vom sowjetischen Militärtribunal der Garnison Berlin zum Tod durch Erschießen als Kriegsverbrecher verurteilt. Die Vollstreckung des Urteils erfolgte am 21. Juni 1946.
2002 erfolgte diesbezüglich seine Rehabilitation.